# 麥迪遜鎮區 (印地安納州派克縣)
麥迪遜鎮區（英語：Madison Township）是位於美國印地安納州派克縣的一個行政鎮區。

## 地方資料
根據2010年美國人口普查的數據，麥迪遜鎮區的面積為57.20平方千米，當中陸地面積為56.10平方千米，而水域面積為1.10平方千米。當地共有人口382人，而人口密度為每平方千米6.68人。